# Collette Roberts
Collette Roberts, nota semplicemente come Collette (Sydney, 1968), è una cantante neozelandese.

## Biografia
Collette è salita alla ribalta nel 1989, con i singoli Ring My Bell (cover dell'omonimo singolo di Anita Ward) e All I Wanna Do is Dance: il primo ha raggiunto la 5ª posizione nella classifica australiana, la 6ª nella neozelandese e la 93ª nella britannica, venendo certificato disco d'oro in Australia, mentre il secondo la 12ª in Australia e la 22ª in madrepatria. Il suo album di debutto, intitolato Raze the Roof, è uscito ad ottobre del medesimo anno e si è piazzato alla numero 48 nella ARIA Albums Chart. È stato seguito da Attitude due anni dopo. Nel 1995 la cantante si è ritirata dall'industria musicale per dedicarsi alle attività di stilista e truccatrice.

## Discografia

### Album
- 1989 – Raze the Roof
- 1991 – Attitude

### Raccolte
- 1991 – The Very Best of Collette and Sharon O'Neill (con Sharon O'Neill)

### Singoli
- 1989 – Ring My Bell
- 1989 – All I Wanna Do Is Dance
- 1989 – That's What I Like About You
- 1990 – Who Do You Think You Are
- 1990 – Upside Down
- 1991 – This Will Be (Everlasting Love)
- 1991 – You Can Run (con The Nation)